# Typhlamphiascus longifurcatus
Typhlamphiascus longifurcatus is een eenoogkreeftjessoort uit de familie van de Miraciidae. De wetenschappelijke naam van de soort is voor het eerst geldig gepubliceerd in 1962 door Rouch.